# 五帝內座增二
HD 6798，又名BD+78 34，SAO 4341、HR 333，是一颗恒星，视星等为5.64，位于銀經123.91，銀緯16.84，其B1900.0坐标为赤經1h 3m 37.2s，赤緯+79° 16.84′ 30″。